# Normahl
Normahl (Eigenschreibweise: NoRMAhl) ist eine deutsche Punkband, die 1978 in Winnenden gegründet wurde.

## Geschichte

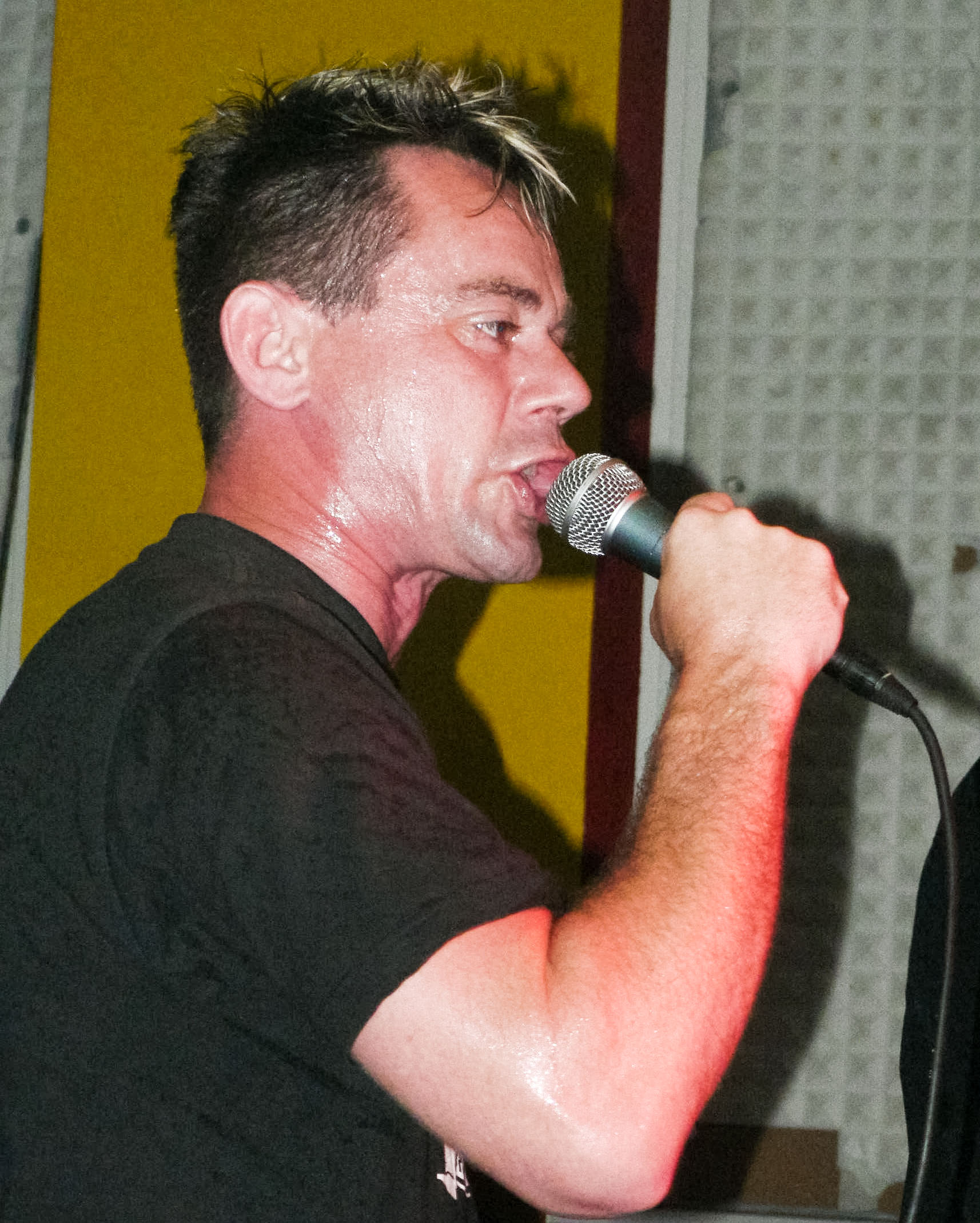
Sänger Lars Besa

Normahl wurde 1978 von fünf Gymnasiasten aus Winnenden gegründet. Ihren ersten Live-Auftritt hatte die Band kurze Zeit später in einem Stuttgarter Gymnasium.
1981 erschien auf Mülleimer Records die erste EP Stuttgart über alles, deren Cover an das der Dead-Kennedys-Single California über alles angelehnt war. Die Band trat mit provokativen politischen Texten auf. Noch im selben Jahr erschien das Album Verarschung total.
Im Laufe der 1980er Jahre näherte sich die Band immer mehr dem Fun-Punk an. Es entstanden Veröffentlichungen wie Kein Bier vor vier, Harte Nächte, Biervampir und Blumen im Müll – unter anderem mit den Songs Drecksau und der Ballade Geh wie ein Tiger, die auch heute noch Kultstatus genießen. Im Jahre 1992 initiierte die Gruppe zusammen mit deren Musikverleger und Manager Hans Derer und der Zeitschrift Prinz sowie dem Sender SDR, heute SWR, mit Kein Hass im Wilden Süden eine der größten bundesweiten Aktionen gegen Ausländerfeindlichkeit und Gewalt. Der Titel Niemals vergessen, entstanden nach den Ausschreitungen Rechtsradikaler in Hoyerswerda 1991, wurde von den Mitgliedern geschrieben und in zwei Versionen eingespielt – einer deutschen und einer multilingualen namens Let’s Come Together. Als Gastsänger und Musiker sind mehr als 150 Künstler darauf zu hören – unter anderem Hartmut Engler von Pur, Matt Sinner, Jasmin Tabatabai, Markus, Chorlight und viele andere. Zwei Sampler wurden produziert – und bei einem Präsentationskonzert mit Kundgebung auf dem Marktplatz in Stuttgart trat die Band zusammen mit den Fantastischen Vier vor rund 40.000 Schülern auf. Besa wurde vom Magazin Stern mit dem Stern der Woche ausgezeichnet und trat unter anderem in Shows wie der NDR Talkshow auf. Auszeit, 1993 erschienen, enthielt mit Sex am Telefon, später tatsächlich von einem Anbieter für Telefon-Nummern-Werbung verwendet, und einer Coverversion des Liedes Diplomatenjagd von Reinhard Mey zwei von den Medien stark beachtete Songs. Mit letzterem wurde die Band in eine ZDF-Show mit Mey und Sissi Perlinger geladen. Trotz der aufwendigen Produktion, guten Kritikerstimmen, massiver PR-Anstrengungen und einer großangelegten Tour gelang der Band der geplante Charterfolg nicht. So löste sich die Gruppe 1995, nach einer Tour und den beiden Live-CDs Ernst ist das Leben und Heiter ist die Kunst, nach 18 Jahren 1996 im Streit auf. Daraufhin startete der Sänger der Band, Lars Besa, sein Soloprojekt L.A.R.S.
Die Band war auch auf mehreren der Sampler der Serie Schlachtrufe BRD vertreten, so auch auf dem ersten dieser Alben.
2002 meldete sich die Band mit dem neuen Album INRI 21 zurück und ist seither auch wieder auf Tour. 2003 erschien anlässlich des 25-jährigen Jubiläums die Best-Of-CD Das ist Punk, auf der sämtliche Lieder neu aufgenommen wurden. 2005 folgte ein neues Album namens Voll Assi. 2008 begannen die Mitglieder am Drehbuch für eine filmische Dokumentation zu arbeiten und begannen Anfang 2009 mit den Dreharbeiten, die durch den Amoklauf von Winnenden jedoch unterbrochen wurden. Mit dem Titel Niemals vergessen unterstützten sie – neben den Fantastischen Vier, Chris Thompson, Ken Hensley oder Patricia Kelly – im September 2009 den Benefiz-Sampler „...die liebe bleibt“, mit deren Erlösen die „Stiftung Gegen Gewalt an Schulen“ gegründet wurde.
Im November 2010 setzte sich Normahl nach über 30 Jahren Punk, mit dem Film und Soundtrack Jong’r ein eigenes künstlerisches Vermächtnis. Der Film behandelt nicht nur die Geschichte ihrer Band, sondern bildet ebenso deutsche Zeitgeschichte und die Entwicklung der Punkmusik in Deutschland ab. 2011 steuerte die Band ein Lied für die Benefiz-CD „bunt statt braun“ der Winnender „Stiftung gegen Gewalt an Schulen“ bei.
Obwohl es der Gruppe nie gelang, in die offiziellen Verkaufs-Hitparaden zu gelangen, wird ihr besonders in den 80er und 90er Jahren ein großer Einfluss auf die Punk- und Deutschrockszene zugeschrieben.
So würdigte das Stuttgarter Label Zounds, sonst bekannt für seine audiophilen Klangproduktionen, das inzwischen 33-jährige musikalische Wirken der Punklegende mit einer musikalischen Retrospektive im Rahmen seiner Best-Serie, die im November 2011 unter dem Titel Punk ist keine Religion auf den Markt kam.
Am 31. Januar 2013 erwirkte die Staatsanwaltschaft Dresden beim Landgericht Stuttgart Durchsuchungen der Häuser der Bandmitglieder und ließ Tonträger mit dem Song Bullenschweine vom Album Ein Volk steht hinter uns (1982), der als gewaltverherrlichend eingestuft worden war, beschlagnahmen. Als Reaktion darauf starteten einige Fans der Band über soziale Medien eine Kauf-Aktion, mit dem Ziel, den bekanntesten indizierten Titel Bullenschweine in die Charts zu bringen. Tatsächlich wurde er zwar sowohl in den Bestsellerlisten bei Amazon als auch im iTunes Store geführt, in die offiziellen Verkaufscharts aber gelangte er nicht. Das Album Ein Volk steht hinter uns wurde in die Liste der jugendgefährdenden Medien aufgenommen, allerdings am 11. Dezember 2015 wieder von der Liste gestrichen. Im Februar 2016 wurden die Indizierungen von Verarschung Total und Lebendig I – Live in Switzerland aufgehoben. 2015 wurde auf dem neuen Label D7 des früheren NoRMAhl-Managers Hans Derer das Album Friede den Hütten Krieg den Palästen veröffentlicht, der darauf befindliche Titel Söldner von den Juroren der „Liederbestenliste“ in deren Top 20 gewählt. 2018 feiert die Band ihr 40-jähriges Bestehen, was auch in diversen Specials im TV-Sender SWR seinen medialen Niederschlag fand. Bis 2021 wurden NoRMAhl für vier ihrer Alben mit IMPALA-Awards in Silber ausgezeichnet: „Blumen im Müll“, „Auszeit“, „Lebendig II“ und „Lebendig III“. 2022 schaffte es die Gruppe mit der Single „Waldfest“, einer musikalischen Hommage an die Gruppe Zupfgeigenhansel, in die „Top Ten“ der Amazon-Charts. Am 25. April kam mit "Schwäbisch Gmünd" eine Single auf den Markt, in der die Band auf den Umstand hinwies, dort noch nie gebucht worden zu sein.

## Diskografie

### Alben
- 1981: Verarschung Total (LP)
- 1982: Ein Volk steht hinter uns (LP)
- 1984: Der Adler ist gelandet (LP)
- 1985: Harte Nächte (LP)
- 1986: Lebendig I – Live in Switzerland (Live-LP)
- 1988: Biervampir (Maxi-Single)
- 1989: Kein Bier vor vier (LP)
- 1990: Verarschung Total (Remix 1990) (CD/LP)
- 1991: Blumen im Müll (CD/LP)
- 1993: Auszeit (CD/LP)
- 1994: Lebendig II – Ernst ist das Leben (Live-CD)
- 1994: Lebendig III – Heiter ist die Kunst (Live-CD)
- 1994: Lebendig II & III – Ernst ist das Leben… …heiter ist die Kunst (Live-Doppel-LP)
- 2002: IN RI 21 (CD)
- 2003: Das ist Punk – Best of (CD)
- 2005: Voll Assi (CD)
- 2010: Jong’r (CD/DVD)
- 2011: Normahl Best: Punk ist keine Religion (CD)
- 2015: Friede den Hütten, Krieg den Palästen (CD und LP)

### Singles und EPs
- 1980: Stuttgart über alles (EP)
- 1987: Harte Nächte (Single)
- 1987: Fraggles (Single)
- 1988: Biervampir (Single)
- 1989: Hans im Glück (Single)
- 1990: Merry Jingle (Single)
- 1991: Geh wie ein Tiger (Single/Maxi-CD)
- 1992: Drecksau (Maxi-CD)
- 1992: Diplomatenjagd (Maxi-CD)
- 1993: Weit weg (Maxi-CD)
- 2000: Sex am Telefon (Maxi-CD)
- 2005: Sonne im Dezember (Maxi-CD)
- 2006: Wenn ein Tor fällt… (Maxi-CD)
- 2011: Nach all den Jahren (Nur Digital)
- 2016: Kapitalistenlied (Nur Digital)
- 2017: Freiheit (Nur Digital)
- 2022: Das Narrenschiff-Single Edit (Nur Digital)
- 2022: Waldfest (Nur Digital)
- 2025: Schwäbisch Gmünd (Nur Digital)